# Comuna de Krasne
Krasne (polaco: Gmina Krasne) é uma gminy (comuna) na Polónia, na voivodia de Subcarpácia e no condado de Rzeszowski. A sede do condado é a cidade de Krasne.
De acordo com os censos de 2005, a comuna tem 9660 habitantes, com uma densidade 92,9 hab/km².

## Área
Estende-se por uma área de 39,4 km².

## Subdivisões
- Krasne, Malawa, Palikówka e Strażów